# Schrittfehler
Ein Schrittfehler ist eine Regelverletzung, zumeist bei Ballsportarten wie z. B. Basketball oder Handball.
Wenn zum Beispiel ein Spieler einen Ball bekommt, hat er verschiedene Möglichkeiten. Er kann den Ball weiterpassen, werfen oder anfangen zu dribbeln (Ball mehrmals zum Boden spielen). Grundsätzlich kann er auch in der Laufbewegung noch zwei Schritte ohne Dribbling (beim Handball sind es drei) laufen. Meist gebraucht der Spieler dies, um sich vom Gegner abzusetzen und einen Korbleger für einen Korbwurf zu machen. Eine Form eines Schrittfehlers wäre es, wenn nun der Spieler zu viele Schritte ohne Dribbling machte.
Eine zweite Form des Schrittfehlers bezieht sich auf das Standbein des Spielers (nur Basketball). Wenn der Spieler beim Landen auf dem Boden den Ball fängt, kommt es darauf an, welches Bein zuerst am Boden war. Dieses ist zugleich das Standbein. Um dieses Bein kann der Spieler sich drehen, so oft er möchte („Sternschritt“). Hebt er allerdings zuerst das Standbein, ohne gedribbelt zu haben, und setzt dieses erneut auf, dann ist dies auch eine Regelverletzung, und der Schiedsrichter entscheidet auf Schrittfehler.